# Isabella Summers
Isabella Janet Florentina Summers (Hackney, Londres, Inglaterra, 31 de outubro de 1980) é uma musicista, compositora e produtora britânica, mais conhecida por seu trabalho com a banda inglesa de indie rock Florence and the Machine. Além de tecladista da banda, Summers também co-escreveu cinco músicas para o álbum Lungs, três músicas para o álbum Ceremonials e uma do How Big, How Blue, How Beautiful.